# I misteriani
I misteriani (地球防衛軍?,  Chikyū bōeigun, lett. "Forze di difesa della Terra") è un film del 1957 diretto da Ishirō Honda.
È un film di fantascienza prodotto e distribuito dalla Toho, con effetti speciali curati da Eiji Tsuburaya. Nel 1959 ha avuto un seguito, Inferno nella stratosfera.

## Trama

I misteriani in una scena del film.

Il popolo scientificamente avanzato dei misteriani arriva sulla Terra chiedendo dei terreni su cui governare e il diritto di sposare le donne terrestri. La loro specie si sta infatti estinguendo per mancanza di donne. L'arrivo dei misteriani coincide con uno strano intensificarsi di calamità naturali e le varie nazioni progettano di unire le loro forze per scacciare gli invasori. Dopo la dimostrazione delle loro capacità distruttive, gli umani si rifiutano di cedere alle loro richieste e riescono a costruire un raggio che gli consente di far esplodere le cupole in cui vive il popolo alieno.

## Produzione
Nel film appare il robot Moguera, che verrà ridisegnato anni dopo come M.O.G.U.E.R.A. (Mobile Operation Godzilla Universal Expert Robot Aerotype) per Gojira VS Space Gojira.

## Critica
(Leo Pestelli)

## Influenze nella cultura di massa
- La pellicola ha ispirato il nome del gruppo musicale Question Mark & the Mysterians.